# Христофор Коряжемский
Христофор Коряжемский (Сольвычегодский; ум. после 1572 года) — основатель Христофоровой Богородицкой пустыни, преподобный Русской церкви, память совершается 25 июля (по юлианскому календарю).
Своё подвижничество преподобный Христофор начал в скиту (позднее — Коряжемский Николаевский монастырь) преподобного Лонгина Коряжемского (ум. 1540 г.), одним из первых учеником которого он был. Через 10 лет после смерти своего учителя он поселился на речке Малой Коряжемке, где построил себе келью и часовню. Вскоре об отшельнике стало известно и к нему начали стекаться богомольцы и ученики. Около 1555 года Христофор построил храм во имя иконы Божией Матери Одигитрии и принял руководство образовавшейся общиной.
Около обители преподобного находился ключ, вода которого почиталась как целебная. Сведения о нём достигли Москвы и царица Анастасия, супруга Ивана Грозного, захотела использовать её для лечения своей болезни. Христофор был вызван в Москву и оказал помощь царице. В свой монастырь он вернулся с царским жалованием и начал на эти средства строительство нового храма. В 1572 году строительство было завершено и Христофор ушёл из обители в неизвестном направлении. Место его смерти и погребения остаются неизвестными.